# كالفين ولسي
كالفين ولسي (بالإنجليزية: Calvin Woolsey)‏ هو طبيب عسكري وملحن وعازف بيانو أمريكي، ولد في 26 ديسمبر 1884، وتوفي في 12 نوفمبر 1946 في بريمر في الولايات المتحدة.